# محمد مهدي بنسعيد
محمد مهدي بنسعيد (مواليد 26 أكتوبر 1984) هو رجل أعمال وسياسي مغربي، ينتمي لحزب الأصالة والمعاصرة. ويشغل منصب وزير الشباب والثقافة والتواصل في حكومة عزيز أخنوش منذ 10 سبتمبر 2021.

## النشأة والأسرة
ولد محمد مهدي بنسعيد عام 1984 بمدينة الرباط لأب أصله من مدينة سلا إسمه سمير بنسعيد وأم أصلها من مدينة الدار البيضاء تدعى سميرة لكيناني. والداه كانا يمارسان السياسة ومنخرطين في جمعيات المجتمع المدني، بالضبط في الحركة الماركسية إلى الأمام، وفي الجمعية المغربية لحقوق الإنسان.
سافر مع والده إلى فرنسا وهناك دخل في أجواء السياسة، وبعد أربع سنوات عادوا إلى المغرب عام 1999. في الوقت نفسه أخذ بنسعيد الجنسية الفرنسية.
حصل بنسعيد سنة 2014 على شهادة الماستر من معهد الدراسات السياسية بتولوز.
أثناء دراسته بتولوز، أسس سنة 2008 مع صديقين له رابطة الشباب الديمقراطيين المغاربة. والتي كانت وراء إنشاء أكبر علم للمغرب في مدينة الداخلة سنة 2010، والذي دخل موسوعة غينيس للأرقام القياسية كأكبر علم في العالم.
في 2015 اختارته مجلة جون أفريك من ضمن 20 شابا الذين سيصنعوا مغرب الغد.

## المسار المهني

### في السياسة
سنة 2008، انضم محمد مهدي بنسعيد لجمعية حركة لكل الديمقراطيين التي تدافع على الخيار الديمقراطي في المغرب والتي كانت تضم أيضا شخصيات سياسية مغربية أخرى مثل فؤاد عالي الهمة، عزيز أخنوش، مصطفى الباكوري، محمد الشيخ بيد الله. هذه الجمعية التي ستتحول في فبراير 2009 لحزب الأصالة والمعاصرة الذي سيصبح بنسعيد عضوا في مكتبه السياسي في أبريل 2020.
في الانتخابات التشريعية المغربية 2021 رشح بنسعيد عن دائرة المحيط في مدينة الرباط، الدائرة التي ترشح فيها أيضا كل من سعد الدين العثماني ومحمد نبيل بنعبد الله. بعد الإعلان عن النتائج احتل الصف الثاني بأكثر من 7000 صوت وفاز بمقعد في البرلمان.
عينه الملك محمد السادس في حكومة عزيز أخنوش وزيرا للشباب والثقافة والتواصل في 10 سبتمبر 2021.

### في الرياضة
كان بنسعيد رئيسا لنادي نجوم سلا الرياضي لكرة القدم. انتخب في يوليو 2017 رئيسا لنادي يعقوب المنصور لكرة القدم الذي كان يمارس بالقسم الثاني هواة قبل أن يصعد إلى القسم الأول هواة سنة 2021.

### في إدارة الأعمال
سنة 2014، أسس مع المخرج يوسف بريطل والمنتج عثمان بنزاكور شركة متخصصة في الإنتاج السينمائي والفني.
سنة 2019، شارك في تأسيس شركة «نيو موتورز لي» المتخصصة في قطع غيار السيارات.

### جوائز
في يوم 2 فبراير 2024، تُوج الوزير محمد مهدي بنسعيد بجائزة أفضل شخصية حكومية في التواصل الحكومي الاجتماعي من قطاع الشباب في الوطن العربي، بالعاصمة المصرية القاهرة من طرف معهد الحكومات الاجتماعية.
يشار إلى أن جوائز الحكومات الاجتماعية تعتبر مؤشرا رئيسيا للابتكار والتميز في مجال الحلول الرقمية الحكومية حيث يشارك المتنافسون في فئات رئيسية، هي المحتوى الرقمي للجهات الحكومية، ومنصات وتطبيقات التواصل الاجتماعي، وشخصيات الحكومة البارزة في هذا المجال.